# 遠い空の向こうに
『遠い空の向こうに』（とおいそらのむこうに、October Sky）は、1999年のアメリカ合衆国の伝記映画。監督はジョー・ジョンストン、出演はジェイク・ギレンホールとクリス・クーパーなど。
原作は元NASA技術者のホーマー・ヒッカムによる1998年の回想録『October Sky』で、日本でいう中学三年生・高校一年生の英語の教科書にも載せられている。
原題の「October Sky」は、原作が最初に出版された際の題名『Rocket Boys』のアナグラムになっており、映画化作品である本作の公開に伴って原作も『October Sky』に改題されている。

## ストーリー
1957年10月、ソ連によるスプートニク1号打ち上げのニュースが、男性住民の殆どが炭鉱に従事しているウェストバージニア州コールウッドの町にも届く。町の人々が空を横切る衛星の軌道を見ようと戸外に集まる中、ホーマー・ヒッカムは退屈なコールウッドの町から逃れるために自分のロケットを作ろうと思い立つ。しかし、彼の家族やクラスメートは良い反応を示さず、特に炭鉱の監督である父親のジョンはホーマーに炭鉱に就職することを望んでいる。
ホーマーは、航空宇宙工学に興味を持つ数学オタクのクエンティン・ウィルソンとチームを組む。友人のロイ・リー・クックとシャーマン・オデル、そしてビッグ・クリーク高校の理科教師、フリーダ・J・ライリーの助けを受け、4人は小型ロケットを組み立てる。最初の打ち上げは失敗したが、新しい燃料と設計で実験を続ける。彼らのロケットの1つが炭鉱の近くに落ち、何人かの労働者が負傷しそうになったとき、ジョンは怒ってホーマーに、ロケットを二度と会社の敷地内に落とすなと命じる。少年たちは石炭会社の敷地の端まで8マイルを歩き、そこを「ケープ・コールウッド」と命名し、最終的には炭鉱の機械工場のマネージャーであるアイク・ビコフスキーを含む地元の町民の助けもあり、打ち上げに成功する。しかし、ビコフスキーは、少年たちに手を貸したことでジョンから罰せられ、採掘現場に配置換えされてしまう。
ロケットの打ち上げにはコールウッドの町民が集まり始め、地元紙は少年たちの記事を掲載する。しかしその後、行方不明となった彼らのロケットが山火事を起こした疑いで少年たちは逮捕されてしまう。ジョンがホーマーを迎えに来た時、ロイ・リーは暴力的な義父ヴァーノンに殴られる。ジョンは止めに入りロイ・リーを助け、ヴァーノンに対してロイ・リーの亡き実父がいたらそうしたに違いないようにロイ・リーを守る積りだと警告した。逮捕の余波で落胆した少年たちはロケット開発を放棄し、「ケープ・コールウッド」の発射場を破壊してしまう。炭鉱の事故が発生し、ジョンは作業員たちの救出中に負傷し、ビコフスキーは死んでしまい、ホーマーは大きなショックを受ける。ホーマーは父親が回復するまで鉱山で働き家族を養うため高校を中退し、そして、ジョンが仕事に復帰しても働き続けることとなった。
少ししてホーマーはライリー先生に力付けられ、彼女が彼に贈った応用ロケット科学に関する本を読み、ロケットの軌道の計算を学ぶ。この計算に基づいて、彼とクエンティンは行方不明となったロケットを発見し、それが山火事の原因ではなかったことを証明する。少年たちはその調査結果をライリー先生とターナー校長に報告し、校長は山火事の原因が近くの飛行場からの火の粉であると断定した。ホーマーは父親に、高校に戻る積りであり、もう鉱山で働きたくないことを伝え、宇宙に行きたいという願望を伝える。少年たちはロケットの研究を再開し、校内の科学フェアで優勝する。インディアナポリスで開催される全米科学フェアに彼らの内の1人が参加出来るという機会が訪れると、彼らはホーマーを代表に選ぶ。炭鉱労働組合は石炭会社に対してストライキを開始し、ジョンは激怒する。ホーマーの家族が夕食を食べている時、バーノンがホーマーの家の台所に銃弾を撃ち込むが、ジョンには当たらなかった。ジョンは心配することは無いと家族に言い、そしてホーマーとの間で激しい口論となる。 炭鉱の閉鎖が目前に迫り、父親の圧力に憤慨したホーマーは家を飛び出し、二度と戻らないと言う。
全米科学フェアでは、ホーマーの展示は好評を博し、ホーマーは空き時間に観光も少し楽しむことが出来た。しかし、夜間、何者かが彼の加工されたロケット部品モデル「デ・ラヴァル・ノズル」と、ヴェルナー・フォン・ブラウン博士のサイン入り写真を盗んでしまう。ホーマーは母親のエルシーに緊急の電話をかけ、エルシーはジョンに、ビコフスキーの後任であるボールデンが機械工場を使って新しいノズルを製造出来るよう、進行中のストライキを中止するよう懇願する。ジョンがホーマーに対して何の助けも行わないことにうんざりしていたエルシーがジョンの元を離れると脅し、ジョンは折れる。町民からの支援と新しいノズルが直ちにバスでインディアナポリスに送られ、ホーマーたちは最優秀賞を獲得し、ホーマーには大学の奨学金のオファーが殺到する。彼は出席していたフォン・ブラウン博士自身からも祝福されるが、その時、ホーマーは彼が誰であるかに気付いていなかった。
ホーマーは英雄としてコールウッドに戻り、ホジキンリンパ腫で衰弱しているライリー先生を訪ねる。それまでで最大のロケットの打ち上げの準備を進める中、ホーマーは父親に打ち上げ現場まで来て欲しいと言う。加えて、フォン・ブラウンは素晴らしい人物だが、彼にとっての英雄ではないとジョンに言い、本当に尊敬するのはジョンであることを示唆する。ライリー先生にちなんで名付けられたロケットの打ち上げには、コールウッドの町のほぼ全員が見物に集まる。最後にジョンが現れ、発射ボタンを押す名誉を与えられる。ライリー先生号は、エベレストの頂上よりも高い高度である3万フィート (約9,100メートル) にまで到達する。町民たちが空を見上げる中、ジョンはゆっくりとホーマーの肩に手を置いて微笑み、ホーマーのことを誇りに思っていることを示す。
ホームムービーの映像を使用したエピローグでは、主人公たちのその後の人生が明らかになる。ライリー先生は病気で亡くなり、炭鉱は閉鎖され、ロケットボーイズの4人全員が大学に進学し、ホーマーはNASAで働いているなど、成功したキャリアを築いていることが示される。

## キャスト
| 役名                     | 俳優                         | 日本語吹替 |
| ------------------------ | ---------------------------- | ---------- |
| ホーマー・ヒッカム       | ジェイク・ギレンホール       | 三木眞一郎 |
| ジョン・ヒッカム         | クリス・クーパー             | 菅生隆之   |
| クエンティン・ウィルソン | クリス・オーウェン           | 真殿光昭   |
| ライリー先生             | ローラ・ダーン               | 弥永和子   |
| ロイ・リー・クック       | ウィリアム・リー・スコット   | 檀臣幸     |
| シャーマン・オーデル     | チャド・リンドバーグ         | 鳥海勝美   |
| エルシー・ヒッカム       | ナタリー・キャナーデイ       | 一柳みる   |
| ビコフスキー             | エリヤ・バスキン             | 水野龍司   |
| ターナー校長             | クリス・エリス               | 石波義人   |
| ジム・ヒッカム           | スコット・トーマス           | 森川智之   |
| レオン・ボールデン       | ランディー・ストリップリング | 中博史     |
| ドロシー・プラット       | コートニー・フェンドリー     | 小林さやか |
| ジェイク                 | デビッド・ドワイヤー         | 後藤哲夫   |
| バレンティナ             | カイリー・ホリスター         | 相楽恵美   |
| アンダーソン             | ブラディー・コールマン       | 長克巳     |
| バーニー                 | ジョナサン・フォー・ブッシュ | 遠藤純一   |
| フレッド・スミス         | ラリー・ブラック             | 茶風林     |
| モリス                   | ドン・G・キャンベル          | 柳沢栄治   |
| フレディ・フィールズ     | -                            | 大橋世津   |

## 作品の評価
Rotten Tomatoesによれば、批評家の一致した見解は「甘い真心と知性、そして古き良き時代の感動的なドラマに満ちた『遠い空の向こうに』はハリウッドの職人技に匹敵する心を持った青春物語である。」であり、74件の評論のうち高評価は91%にあたる67件で、平均点は10点満点中7.6点となっている。
Metacriticによれば、23件の評論のうち、高評価は18件で、賛否混在は5件、低評価はなく、平均点は100点満点中71点となっている。

## ミュージカル
映画と同様に、ホーマー・ヒッカムの著書を原作にしたミュージカルが公演された。初演は2004年4月に、ニュージャージー州ウェイン（Wayne）で行われた。
日本では映画を原作として、アメリカでの2度のトライアウト（2015年シカゴのマリオットシアター、2016年サンディエゴのThe Old Globeにて）を経た公演を、2021年に『October Sky －遠い空の向こうに－』の題名で初演。

### 日本公演（2021年）

#### 公演日程・会場
2021年10月6日 - 24日、Bunkamuraシアターコクーン／2021年11月11日 - 14日、森ノ宮ピロティホール

#### スタッフ
- 上演台本・訳詞・演出 - 板垣恭一[6]
- 脚本 - ブライアン・ヒル＆アーロン・ティーレン[6]
- 作詞・作曲 - マイケル・マーラー[6]

#### キャスト
- ホーマー・ヒッカム - 甲斐翔真[6]
- ロイ - 阿部顕嵐（7ORDER）[6]
- ミス・ライリー - 夢咲ねね[6]
- ジョン・ヒッカム - 栗原英雄[6]
- エルシー・ヒッカム - 朴璐美[6]
- ドロシー - 中村麗乃（乃木坂46）[6]
- オデル - 井澤巧麻[6]
- クエンティン - 福崎那由他[6]
- ケン - 畠中洋[6]
- ジム・ヒッカム - 青柳塁斗[6]
- アイク・バイコフスキー - 筒井俊作[6]
- エミリー - 礒部花凜[6]
- 中本雅俊[6]
- 角川裕明[6]
- 大嶺巧[6]
- 秋山エリサ[6]
- 國末慶宏[6]
- 砂塚健斗[6]
- Sarry[6]
- 高木裕和[6]
- 倉澤雅美[6]